# Galáxia Anã de Crater II
A Galáxia Anã de Crater II é uma galáxia anã que orbita a Via Láctea, localizada a aproximadamente 380 mil anos-luz da Terra. Esta galáxia foi identificada em abril de 2016 através dos dados de imagem do VST ATLAS survey.
A galáxia tem um raio de meia-luz de cerca de 1100 pc, tornando-se o quarto maior satélite da Via Láctea.